# Bernoullital
Bernoullitalen är en sekvens av rationella tal som ofta förekommer inom matematiken, främst inom talteori. De betecknas Bn och är för n = 0, 1, 2, ... lika med
1, -1/2, 1/6, 0, -1/30, 0, 1/42, 0, -1/30, 0, 5/66, 0, -691/2730, ...
där täljarna och nämnarna ges av A027641 respektive A027642 i OEIS. Bortsett från att talen är noll för udda n större än två saknas ett enkelt uttryck för det n:te Bernoullitalet.

## Historik
Bernoullitalen studerades i Europa först av Jakob Bernoulli (1654–1705) och namngavs därefter av Abraham de Moivre (1667–1754). De upptäcktes oberoende, och kanske ännu tidigare, av Seki Shinsuke Kowa (1637–1708).
Bernoullitalen har även en liten roll i datorernas historia, då Ada Lovelace 1842 beskrev en algoritm för att beräkna Bernoullital med den analytiska maskinen. Därmed var Bernoullitalen ämnet för ett av de första datorprogrammen någonsin.
Det största Bernoullital som beräknats år 2005 var B5000000. Nämnaren innehåller 27332507 siffror.

## Förekomst i serier
Bernoullitalen kan definieras med den genererande funktionen
{\displaystyle {\frac {x}{e^{x}-1}}=\sum _{n=0}^{\infty }B_{n}{\frac {x^{n}}{n!}}.}
De förekommer i många andra Taylorserier, exempelvis för tangensfunktionen
{\displaystyle \tan x=\sum _{n=1}^{\infty }{\frac {B_{2n}(-4)^{n}(1-4^{n})}{(2n)!}}x^{2n-1}}
samt för den hyperboliska tangensfunktionen
{\displaystyle \tanh x=\sum _{n=1}^{\infty }{\frac {B_{2n}4^{n}(4^{n}-1)}{(2n)!}}x^{2n-1}.}
Bernoullitalen är en viktig komponent i Euler-Maclaurins formel
{\displaystyle {\frac {f\left(0\right)+f\left(n\right)}{2}}+\sum _{k=1}^{n-1}f\left(k\right)-\int _{0}^{n}f(x)dx=\sum _{k=1}^{\infty }{\frac {B_{2k}}{(2k)!}}\left(f^{(2k-1)}(n)-f^{(2k-1)}(0)\right)}
som används för att omvandla svåra integraler till mer lätthanterliga summor, eller omvänt att omvandla långsamt konvergerande serier till integraler. Bernoullitalen figurerar som en följd i otaliga serier som kan härledas med hjälp av Euler-Maclaurins formel, exempelvis den utökade versionen av Stirlings formel för gammafunktionen samt ett flertal formler för Eulers konstant.
Följande resonemang av Adrien-Marie Legendre kan användas för att motivera Bernoullitalens förekomst i Euler-Maclaurins formel: Differensoperatorn Δ kan skrivas
{\displaystyle \Delta =e^{D}-I,}
där D är differentialoperatorn och I är identitetsoperatorn. Eftersom summationsoperatorn Σ är invers till differensoperatorn gäller att
{\displaystyle \Sigma =\Delta ^{-1}={\frac {1}{e^{D}-I}}}.
Högerledet är väsentligen Bernoullitalens genererande funktion, och därmed är
{\displaystyle \Sigma ={\frac {1}{D}}\sum _{n=0}^{\infty }B_{n}{\frac {D^{n}}{n!}}={\frac {1}{D}}-{\frac {1}{2}}I+{\frac {1}{6}}D+\cdots =\int -{\frac {1}{2}}I+{\frac {1}{6}}D+\cdots .}
En fullständig härledning är dock omständligare.

## Summa av potenser
Bernoullitalen kan användas för att skriva summan av m:te potenserna av de n första positiva heltalen. För m, n ≥ 0 definiera
{\displaystyle S_{m}(n)=\sum _{k=1}^{n}k^{m}=1^{m}+2^{m}+\cdots +n^{m}.\,}
Då säger Bernoullis formel att
{\displaystyle S_{m}(n)={1 \over {m+1}}\sum _{k=0}^{m}{m+1 \choose {k}}B_{k}\;n^{m+1-k}}
där B1 = +1/2 . 

## Samband med Riemanns zetafunktion
Bernoullitalen är intimt sammanbundna med Riemanns zetafunktion, ζ. Likheten
{\displaystyle B_{2k}=2(-1)^{k+1}{\frac {\zeta (2k)\;(2k)!}{(2\pi )^{2k}}}}
innebär att zetafunktionen av ett positivt jämnt heltal kan uttryckas på sluten form med hjälp av Bernoullitalen, eller omvänt att Bernoullitalen kan uttryckas på sluten form i termer av zetafunktionen. Leonhard Euler upptäckte formeln som en mer generell version av hans ursprungliga lösning till Baselproblemet.
På liknande sätt sammanbinder formeln
{\displaystyle B_{n}=-n\,\zeta (1-n),}
där n > 1, Bernoullitalen med zetafunktionen för negativa heltalsargument.

## Tillväxthastighet

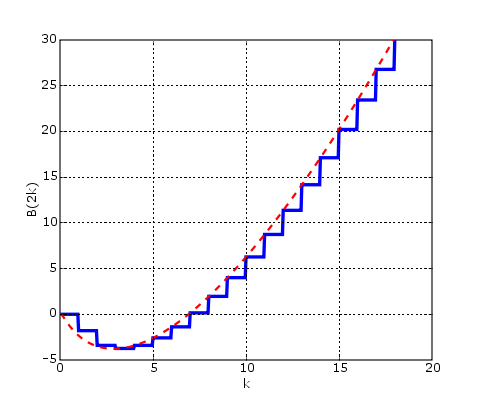
Logaritmisk graf över absolutvärdet på B_{2k} (blå) jämfört med uppskattningen 4√(πk)(k/(π e))^{2k} (röd).

Eulers formel gör det möjligt att beräkna Bernoullitalen numeriskt med hjälp av serien för zeta-funktionen,
{\displaystyle B_{2k}=2(-1)^{k+1}{\frac {(2k)!}{(2\pi )^{2k}}}\left(1+{\frac {1}{2^{2k}}}+{\frac {1}{3^{2k}}}+\cdots \right).}
Eftersom {\displaystyle \zeta (s)} snabbt går mot 1 då s växer, utgör
{\displaystyle B_{2k}\approx 2(-1)^{k+1}{\frac {(2k)!}{(2\pi )^{2k}}}\approx (-1)^{k-1}4{\sqrt {\pi k}}\left({\frac {k}{\pi e}}\right)^{2k},}
där fakulteten ersatts med Stirlings formel i högerledet, en mycket god uppskattning av Bernoullitalens storlek för jämna index.

## Talteoretiska egenskaper
De enda kända Bernoullital vars täljare är primtal är Bn för n = 10, 12, 14, 16, 18, 36, och 42 (talföljd A092132 i OEIS), med täljarna 5, -691, 7, -3617, 43867, -26315271553053477373, och 1520097643918070802691 (talföljd A092133 i OEIS).
Ett reguljärt primtal är ett primtal p som inte delar någon av täljarna i B2, B4, ..., Bp-3. Ernst Kummer visade 1850 att Fermats stora sats uppfylls för exponenter som är reguljära primtal. Johann Ludwig Jensen visade 1915 att antalet icke reguljära primtal är oändligt, men motsvarande resultat för de reguljära primtalen saknas.

### Von Staudt-Clausens sats
Karl von Staudt (1798–1867) och Thomas Clausen (1801–1885) upptäckte oberoende av varandra att Bernoullitalen uppfyller
{\displaystyle B_{n}=A_{n}-\sum _{(p_{k}-1)|n}{\frac {1}{p_{k}}}}
där An är ett heltal och pk det k:te primtalet. Med andra ord ges det n:te Bernoullitalet av ett heltal plus en summa över inversen till alla primtal pk sådana att pk-1 delar n. Av von Staudt-Clausens sats följer omedelbart att alla Bernoullitalens nämnare är kvadratfria och delbara med 6.
En viktig tillämpning av von Staudt-Clausens sats är beräkningen av mycket stora Bernoullital. Genom att bestämma täljaren exakt med ovanstående formel och beräkna Bn numeriskt med hög noggrannhet kan även det exakta värdet för Bn fastställas, genom att avrunda det erhållna numeriska värdet för An till närmaste heltal.

### Kombinatoriska identiteter
Bernoullitalen uppfyller en mängd rekursiva samband innehållande binomialkoefficienter, exempelvis
{\displaystyle \sum _{k=0}^{m}{m+1 \choose {k}}B_{k}=0}
med begynnelsevärdet B0 = 1, vilket kan utnyttjas för att beräkna små Bernoullital (i praktiken upp till exempelvis B1000).
Srinivasa Ramanujan upptäckte även att
{\displaystyle {{n+3} \choose {n}}B_{n}=-\left[\sum _{k=1}^{\lfloor n/6\rfloor }{n+3 \choose {n-6k}}B_{n-6k}\right]+{\begin{cases}{{n+3} \over 3},&n\equiv 0\,{\bmod {\,}}6\\{{n+3} \over 3},&n\equiv 2\,{\bmod {\,}}6\\-{{n+3} \over 6},&n\equiv 4\,{\bmod {\,}}6\end{cases}}}
vilket kan utnyttjas för att snabba upp beräkningen av det n:te Bernoullitalet, då det räcker att först beräkna Bk för k < n som är kongruenta med n (mod 6).
Ytterligare identiteter på liknande form är
{\displaystyle \sum _{k=0}^{n}{{6n+3} \choose {6k}}B_{6k}=2n+1}
och
{\displaystyle \sum _{k=0}^{n}{{6n+5} \choose {6k+2}}B_{6k+2}={\frac {6n+5}{3}}.}

## Samband med Eulertal
Genom att studera Bernoullitalens och Eulertalens asymptotiska tillväxt kan man bevisa att
{\displaystyle \pi \ \sim \ 2\left(2^{2n}-4^{2n}\right){\frac {B_{2n}}{E_{2n}}}.}
Bernoullitalen kan skrivas med hjälp av Eulertalen och Eulertalen med hjälp av Bernoullitalen:
{\displaystyle {\begin{aligned}B_{n}&=\sum _{k=0}^{n-1}{\binom {n-1}{k}}{\frac {n}{4^{n}-2^{n}}}E_{k}\quad (n=2,4,6,\ldots )\\E_{n}&=\sum _{k=1}^{n}{\binom {n}{k-1}}{\frac {2^{k}-4^{k}}{k}}B_{k}\quad (n=2,4,6,\ldots ).\end{aligned}}}

## Övriga identiteter
- Bernoullitalen kan skrivas som följande determinant:

{\displaystyle B_{n}=n!{\begin{vmatrix}1&0&\cdots &0&1\\{\frac {1}{2!}}&1&&0&0\\\vdots &&\ddots &&\vdots \\{\frac {1}{n!}}&{\frac {1}{(n-1)!}}&&1&0\\{\frac {1}{(n+1)!}}&{\frac {1}{n!}}&\cdots &{\frac {1}{2!}}&0\end{vmatrix}}}.
- Låt n ≥ 1. Då är (Leonhard Euler)

{\displaystyle {\frac {1}{n}}\sum _{k=1}^{n}{\binom {n}{k}}B_{k}B_{n-k}+B_{n-1}=-B_{n}\quad }
- Låt n ≥ 1.  Då är (von Ettingshausen 1827)

{\displaystyle \sum _{k=0}^{n}{\binom {n+1}{k}}(n+k+1)B_{n+k}=0}
- Låt n ≥ 0.  Då är (Leopold Kronecker 1883)

{\displaystyle B_{n}=-\sum _{k=1}^{n+1}{\frac {(-1)^{k}}{k}}{\binom {n+1}{k}}\sum _{j=1}^{k}j^{n}}
- Låt n ≥ 1 och m ≥ 1.  Då är (Carlitz 1968)

{\displaystyle (-1)^{m}\sum _{r=0}^{m}{\binom {m}{r}}B_{n+r}=(-1)^{n}\sum _{s=0}^{n}{\binom {n}{s}}B_{m+s}}
- Låt n ≥ 4 och definiera

{\displaystyle H_{n}=\sum _{1\leq k\leq n}k^{-1}},
de harmoniska talen. Då är (H. Miki 1978)
{\displaystyle {\frac {n}{2}}\sum _{k=2}^{n-2}{\frac {B_{n-k}}{n-k}}{\frac {B_{k}}{k}}-\sum _{k=2}^{n-2}{\binom {n}{k}}{\frac {B_{n-k}}{n-k}}B_{k}=H_{n}B_{n}\qquad }
- Låt n ≥ 4. Då är (Yuri Matiyasevich 1997)

{\displaystyle (n+2)\sum _{k=2}^{n-2}B_{k}B_{n-k}-2\sum _{l=2}^{n-2}{\binom {n+2}{l}}B_{l}B_{n-l}=n(n+1)B_{n}}
- Faber-Pandharipande-Zagier-Gessel identiteten: för n ≥ 1,

{\displaystyle {\frac {n}{2}}\left(B_{n-1}(x)+\sum _{k=1}^{n-1}{\frac {B_{k}(x)}{k}}{\frac {B_{n-k}(x)}{n-k}}\right)-\sum _{k=0}^{n-1}{\binom {n}{k}}{\frac {B_{n-k}}{n-k}}B_{k}(x)=H_{n-1}B_{n}(x)}
- Låt n ≥ 0 och [b] = 1 om b är sant, och 0 i övriga fall. Då är

{\displaystyle -1+\sum _{k=0}^{n}{\binom {n}{k}}{\frac {2^{n-k+1}}{n-k+1}}B_{k}(1)=2^{n}}
och
{\displaystyle -1+\sum _{k=0}^{n}{\binom {n}{k}}{\frac {2^{n-k+1}}{n-k+1}}B_{k}(0)=[n=0]}

## Generaliseringar och relaterade sekvenser
- Bernoullipolynom
- Polybernoullital
- Eulertal